# 托馬斯·格雷
托马斯·格雷（英語：Thomas Gray，1716年12月26日—1771年7月30日），是18世纪的一名英格兰诗人、古典学家，曾任剑桥大学教授。他一生只出版过13首诗，代表作为《墓园哀歌》（Elegy Written in a Country Churchyard，1751），1757年获封桂冠诗人。

## 生平
他出生于英格兰伦敦康希尔，在家中12个孩子里排名第5，但却是唯一一个长大成年的孩子。他的父亲菲利普是一名公证人，母亲多萝西是一名女帽商。他的父亲精神有问题，后来其母带他离家出走。
他曾就读于伊顿公学，在那里结识了好友贺拉斯·沃波尔（首相罗伯特·沃波尔之子）等。1734年，他入读剑桥大学彼得学院，1738年和贺拉斯一起前往欧洲壮游。
他在1742年开始正式从事诗歌写作，后来先后成为剑桥大学彼得学院和剑桥大学彭布罗克学院成员。
1762年，剑桥大学现代史钦定讲座教授特纳（Shallet Turner）去世，格雷的朋友们想游说政府将该职位给予格雷，但最终他还是输给了劳伦斯·布伦克特。格雷在1768年布伦克特去世后才当上现代史钦定讲座教授。

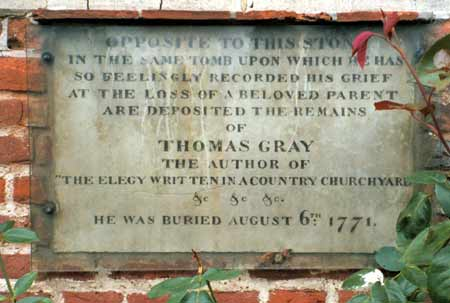
墓碑

他在1771年于剑桥去世，之后葬在斯托克波吉斯母亲的墓旁。